# Brynhild
Brynhild je ženské křestní jméno germánského původu. Jméno je odvozeno z germánských slov bryn brnění, ochrana a hild boj. Podle písňové Eddy je Brynhildr Valkýra, která byla potrestána Odinem za špatnou volbu vítěze mezi dvěma králi, ze kterých si vybrala toho pohlednějšího a staršímu způsobila smrt. Odin ji uspal očarovaným šípem a později ji zachránil hrdina Sigurd, který předtím zabil draka Fáfnira. Poté, co se ze spánku probudila, naučila Sigurda různá kouzla zapsaná v runách, jako třeba k vaření piva.

## Domácké podoby
Bryn, Brynie, Bryňa, Hilda, Hildr, Brý

## Známé nositelky
- Brynhilda, královna Valkýr
- Brunhild, francká královna
- Brynhild Dumas
- Brynhild Haugland, americká politička ze Severní Dakoty
- Brynja Jónbjarnardóttir, islandská herečka
- Guðmunda Brynja Óladóttir, islandská fotbalistka
- Brynja Þorsteinsdóttir, islandská lyžařka
- Brunhild Wetzler, herečka